# Commonwealth Boomerang
Die Commonwealth CA 12 Boomerang war ein 1942 in Australien entwickeltes Jagdflugzeug des Zweiten Weltkrieges und der Nachkriegszeit.
Es war das erste Kampfflugzeug der australischen Luftwaffe, das komplett in Australien entwickelt worden war.
Es hatte einen Mann Besatzung und war mit zwei Maschinenkanonen und vier Maschinengewehren bewaffnet.

## Entwicklung
Zu Beginn des Zweiten Weltkrieges besaß Australien keine eigenen Abfangjäger. Nach dem Kriegseintritt Japans wuchs die Bedrohung der australischen Häfen. Angesichts dieser Situation wurde zu Beginn des Jahres 1942 die Ausschreibung für ein derartiges Flugzeug herausgegeben. Die Commonwealth Aircraft Corporation entwickelte innerhalb weniger Wochen unter Verwendung von Bauteilen der Commonwealth Wirraway den Prototyp eines Jagdflugzeuges. Die Commonwealth CA 12 Boomerang genannte Maschine startete am 29. Mai 1942 zum Jungfernflug. Anfang 1943 erhielt die australische Luftwaffe die ersten Serienflugzeuge. Im weiteren Verlauf des Krieges benutzte die australische Luftwaffe das Flugzeug auch als Jagdbomber. Die so umgerüsteten Flugzeuge erhielten die Bezeichnung Commonwealth CA 13 Boomerang Mk. II. Die Weiterentwicklungen CA 14 und CA 14A wurden nicht mehr zur Serienreife entwickelt.

## Produktionszahlen
| Fiskaljahr            | Anzahl |
| --------------------- | ------ |
| 01.07.1942–30.06.1943 | 105    |
| 01.07.1943–30.06.1944 | 103    |
| 01.07.1944–30.06.1945 | 42     |
| Summe                 | 250    |

## Technische Daten
| CA-13 Boomerang Mk.II       | CA-13 Boomerang Mk.II                                                                            |
| Kenngröße                   | Daten                                                                                            |
| --------------------------- | ------------------------------------------------------------------------------------------------ |
| Länge                       | 7,77 m                                                                                           |
| Höhe                        | 2,92 m                                                                                           |
| Spannweite                  | 10,97 m                                                                                          |
| Flügelfläche                | 20,90 m²                                                                                         |
| Flügelstreckung             | 5,8                                                                                              |
| Leermasse                   | 2.437 kg                                                                                         |
| max. Startmasse             | 3.742 kg                                                                                         |
| Triebwerk                   | ein 14-Zylinder-Doppel-Sternmotor Pratt & Whitney R-1830-SC3C4-G Twin Wasp mit 895 kW (1.200 PS) |
| Höchstgeschwindigkeit       | 491 km/h in 4.725 m Höhe                                                                         |
| Anfangssteiggeschwindigkeit | 14,93 m/s                                                                                        |
| Gipfelhöhe                  | 10.365 m                                                                                         |
| max. Reichweite             | 2.575 km                                                                                         |
| Bewaffnung                  | vier 7,7-mm-Browning-MG und zwei 20-mm-Hispano-MK                                                |